# NASCAR Pinty’s Series

Das Logo der NASCAR Canadian Tire Series.

Die NASCAR Pinty’s Series ist eine NASCAR-Serie, die ausschließlich in Kanada fährt. Es ist die ehemalige CASCAR-Serie, die von der NASCAR übernommen wurde.

## Übernahme der CASCAR
Die amerikanische NASCAR und die kanadische CASCAR befanden sich bereits im November 2004 in Gesprächen, welche zur Folge hatten, dass die beiden Serien zusammenarbeiteten. Im September 2006 wurde die ehemalige CASCAR Super Series dann von NASCAR aufgekauft. Der Hauptsponsor der neuen Serie wurde Canadian Tire, 2016 wurde er durch Pinty’s Delicious Foods Inc. abgelöst.
Die Rennen werden im kanadischen Fernsehen von TSN übertragen.

## Die Autos
Die NASCAR Canadian Tire Series nutzt Autos mit Tourenwagen-Silhouetten und V8-Motoren. Die Autos haben ein relativ hohes Minimalgewicht, weshalb wenige Leichtgewichtsbauteile entwickelt werden. Einige Bauteile sind durch die Regeln festgelegt und dürfen nicht verändert werden.

## Alle Meister

### CASCAR Super Series
| Saison | Fahrer                    |
| ------ | ------------------------- |
| 1986*  | #42 Ken Johnston          |
| 1987   | #28 Barry Harmer          |
| 1988   | #04 Andy Farr             |
| 1989   | #32 Steve Robblee         |
| 1990   | #62 Wayne Keeling         |
| 1991   | #29 Dave Whitlock         |
| 1992   | #32 Steve Robblee         |
| 1993   | #02 Kerry Micks           |
| 1994   | #64 Mark Dilley           |
| 1995   | #7 Sean Dupuis            |
| 1996   | #3 Dan Shirtliff          |
| 1997   | #98 Dave Whitlock         |
| 1998   | #98 Dave Whitlock         |
| 1999   | #1 Peter Gibbons          |
| 2000   | #1 Peter Gibbons          |
| 2001   | #4 Don Thomson jr.        |
| 2002   | #4 Don Thomson jr.        |
| 2003   | #4 Don Thomson jr.        |
| 2004   | #4 Don Thomson jr.        |
| 2005   | #4 Don Thomson jr.        |
| 2006   | #84 John Ryan Fitzpatrick |

* = In der Saison 1986 fanden alle Rennen auf dem Delaware Speedway statt.

### Canadian Tire Series
| Saison | Fahrer               |
| ------ | -------------------- |
| 2007   | #27 Andrew Ranger    |
| 2008   | #22 Scott Steckly    |
| 2009   | #27 Andrew Ranger    |
| 2010   | #17 D. J. Kennington |
| 2011   | #22 Scott Steckly    |
| 2012   | #17 D. J. Kennington |
| 2013   | #22 Scott Steckly    |
| 2014   | #47 L. P. Dumoulin   |
| 2015   | #22 Scott Steckly    |

### Pinty’s Series
| Saison | Fahrer                      |
| ------ | --------------------------- |
| 2016   | #76 Cayden Lapcevich        |
| 2017   | #32 Scott Steckly           |
| 2018   | #47 Louis-Philippe Dumoulin |
| 2019   | #27 Andrew Ranger           |
| 2020   | #3 Jason Hathaway           |
| 2021   | #47 Louis-Philippe Dumoulin |
| 2022   | #96 Marc-Antoine Camirand   |
| 2023   | #20 Treyten Lapcevich       |